# Banca nazionale della Repubblica del Kirghizistan
La Banca nazionale della Repubblica del Kirghizistan (in kirghiso: Кыргыз Республикасынын Улуттук Банкы) è la banca centrale del Kirghizistan. Come altre banche centrali, la sua missione principale è quella di promuovere la stabilità finanziaria del Paese. Non è affiliata al Dipartimento del Tesoro, essendo un'istituzione autonoma.

## Storia
Dopo il crollo dell'Unione Sovietica nel 1991, furono istituite diverse banche. Operando in un contesto economico in continua evoluzione, acquisirono gradualmente nuove caratteristiche e adottarono metodi di lavoro moderni. La Repubblica del Kirghizistan istituì la Banca Nazionale con una legge nel giugno 1991, sulla base delle precedenti attività della Gosbank, e fu quindi la penultima repubblica sovietica a istituire una propria banca centrale.
Nei suoi primi anni, il Kirghizistan e molti altri stati post-sovietici si affidarono principalmente al rublo sovietico come valuta. L'instabilità della valuta e l'incapacità di molti paesi di cooperare in materia di politiche monetarie e fiscali portarono la Banca Centrale Russa a imporre restrizioni al flusso di credito e infine a ritirarsi dall'unione monetaria, che successivamente crollò. Il 10 maggio 1993, il Kirghizistan emise la prima serie di som, al tasso di cambio di 200 rubli sovietici per 1 som kirghiso; queste banconote erano note come "banconote del periodo di transizione".
L'anno successivo fu emessa la seconda serie di som, note come "banconote del periodo di stabilizzazione". Le misure adottate dal governo e dalla banca centrale, sotto forma di liberalizzazione dei prezzi, legislazione commerciale, riforma agraria, privatizzazione delle attività e apertura del mercato al commercio estero, permisero finalmente al Kirghizistan di superare la massiccia inflazione e la disoccupazione che avevano afflitto entrambi i periodi fino al 1996.